# پاناولولا
پاناولولا (به لاتین: Panawelulla) یک منطقهٔ مسکونی در سری‌لانکا است که در استان مرکزی (سری‌لانکا) واقع شده‌است.